# ホテルフォルクローロ
ホテルフォルクローロは、東日本旅客鉄道（JR東日本）によるホテルチェーン「JR東日本ホテルズ」の長期滞在型ホテルのブランドである。

## 概要
JR東日本は、労働時間の短縮や週休2日制の定着によって余暇時間が拡大する中、海外旅行が急激に増加する一方で、国内旅行の空洞化が顕在化している状況を踏まえ、開発事業本部地域開発部を中心に、国内旅行に新しい動きを起こすためのプロジェクトチームを発足させた。そして地元自治体と共同して沿線活性化、鉄道利用促進、観光事業の拡大などで国内旅行を活性化させるため、鉄道を利用した旅の拠点をコンセプトとし、自然に囲まれた長期滞在型の「ファミリーオ」シリーズと駅隣接地で周遊型の「フォルクローロ」シリーズを展開していくことを決定。1995年春には地方自治体のジョイントパートナー募集を実施し、呼びかけに応じた約60の候補地と交渉を開始した。
ホテルフォルクローロは、1995年7月7日にJR釜石線遠野駅駅舎に開業したフォルクローロ遠野（2015年3月14日営業終了）を皮切りに、現在計5店舗を展開している。ホテル名の「フォルクローロ」は、エスペラント語で「民話」を意味する。
2015年3月、ホテルのブランド名を「フォルクローロ」から「ホテルフォルクローロ」に改称した。

### 特徴
ホテルフォルクローロの特徴として、駅へ併設、隣接されたB&B（bed & breakfast）スタイルのホテルということが基本となっている。部屋数や建物の外観などは、地域の特徴などに合わせ各施設により様々である。また、施設により部屋タイプ・宿泊料金が異なる。

## 営業中のホテル
- ホテルフォルクローロ花巻東和（盛岡ターミナルビル運営/開業日：1998年3月28日[5]）
  - 岩手県花巻市東和町安俵6-134
- ホテルフォルクローロ大湊（盛岡ターミナルビル運営/開業日：1998年7月10日[6]/2024年11月末から設備老朽化のため休業中）
  - 青森県むつ市大湊新町7-20（JR大湊駅隣接）
- ホテルフォルクローロ高畠（JR東日本東北総合サービス運営/開業日：1997年10月8日[7]）
  - 山形県東置賜郡高畠町山崎200（JR高畠駅隣接）

鉄骨2階建。客室は26室、高畠駅に併設された温泉施設「太陽館」と渡り廊下でつながっている[8]。
- ホテルフォルクローロ角館（秋田ステーションビル運営/開業日：1997年3月22日[9]）
  - 秋田県仙北市角館町中菅沢14（JR角館駅隣接）

秋田新幹線開業と同時オープンした角館駅に隣接したJR東日本社宅跡地に武家屋敷風の外観で建設された周遊型のB&Bスタイルのホテルである。2階建。客室は26室。運営は同年7月11日に開業したファミリーオ田沢湖(2007年10月にJRは運営を撤退)と共に同社の連結子会社であったジェイアールアトリスが手掛けていた[10]。その後のJR東日本のグループ再編によって、運営は秋田ステーションビルに移管されている。2020年3月に開業した和のゐ 角館のフロント業務（チェックイン・チェックアウトなど）を手掛けている。
- ホテルフォルクローロ三陸釜石（盛岡ターミナルビル運営/開業日：2015年3月29日[11]）
  - 岩手県釜石市鈴子町22-4（JR釜石駅隣接）

7階建。客室は113室。最上階には宿泊客以外でも利用が可能な展望露天風呂を設置した。また1階には市観光協会の観光総合案内所も設けられている[12]。SL銀河をモチーフとした「SL銀河ルーム」が2室存在する（2022年現在）[13]。

## 営業が終了したホテル
- フォルクローロ白馬
1996年12月14日開業。2006年9月30日をもって営業終了。
- フォルクローロ遠野
1995年7月7日開業[14]。遠野駅改築のため、2015年3月14日をもって営業終了[15]。

## 売却されたホテル
- フォルクローロ松島
1998年3月30日開業[5]。後に、仙台急行が運営するリゾートイン松島。さらに屋号を「旅亭 雲静庵（うんせいあん）」と変更して、現在は東松島市の嵯峨ビーチ観光によって運営される。